# مهدی‌آباد (چالوس)
مهدی‌آباد روستایی در دهستان کلارستاق شرقی بخش مرکزی شهرستان چالوس استان مازندران ایران است.

## جمعیت
بر پایه سرشماری عمومی نفوس و مسکن در سال ۱۳۹۵ جمعیت این روستا ۷۸۶ نفر (۲۵۶خانوار) بوده‌است. مردم مهدی‌آباد از قومیت طبری هستند. مردم مهدی‌آباد به زبان طبری با گویش چالوسی سخن می‌گویند.